# Землетрясение в Порт-Виле (2024)
В 12:47:26 VUT (01:47:26 UTC) 17 декабря 2024 года землетрясение магнитудой 7.3 произошло в Порт-Виле, столице Вануату. По меньшей мере 14 человек погибли, а 210 получили ранения. В Порт-Виле и прилегающих районах был нанесен значительный ущерб. Землетрясение также вызвало цунами высотой 25 см (10 дюймов).

## Тектоническая обстановка
Основной особенностью архипелага Вануату, расположенного на его западе-юго-западе, является желоб Новые Гебриды, конвергентная граница между Австралийской и Новогебридской плитами. Вдоль зоны Вадати-Беньоффа наблюдалась сейсмическая активность в виде неглубоких, промежуточных и глубокофокусных событий на глубинах до 700 км (430 миль). Вулканическая активность также присутствует вдоль этой простирающейся на северо-северо-запад и падающей на северо-восток зоны субдукции. Эта зона субдукции является одной из самых активных границ плит в мире, перемещаясь со скоростью приблизительно 170 мм (7 дюймов) в год.
В то время как большая часть островной дуги испытывает землетрясения средней глубины вдоль зоны Вадати-Беньоффа, которая падает круто под углом 70°, область, прилегающая к хребту Д’Антрекасто, не испытывает землетрясений средней глубины. Существует соответствующий разрыв в сейсмичности, который происходит ниже 50 км (31 миля), где он входит в зону субдукции с запада. Согласно глобальной модели относительного движения плит NUVEL-1, конвергенция происходит примерно со скоростью 8 см (3,1 дюйма) в год. Неопределенность, которая также влияет на дугу Тонга, обусловлена влиянием спрединга в Северном Фиджийском бассейне. Из 58 событий Mw7.0 или выше, которые произошли между 1909 и 2001 годами, были изучены лишь немногие.

## Землетрясение
Землетрясение произошло примерно в 30 километрах (19 миль) от побережья Эфате. Геологическая служба США (USGS) оценила землетрясение в Mw7.3 с глубиной 57,1 километра (35,5 миль). Механизм очага указал на косо-нормальный сброс. Вместе с гипоцентральной глубиной это подразумевало сброс в пределах субдуцирующей Австралийской плиты. USGS предложила две конечные модели сброса: одна изображает разрыв на северо-западном сбросе с неглубоким западно-юго-западным падением, а другая на восточно-северо-восточном сбросе с почти вертикальным падением. Обе модели разрыва указали на максимальный сдвиг в 3 м (9,8 фута). По оценкам, тряска длилась около 30 секунд. Было зарегистрировано более 300 афтершоков, самый сильный из которых имел Mw6.1 22 декабря. Землетрясение с его нынешней глубиной было значительно слабее землетрясений Mw8, которые обычно вызывают разрушительные цунами.

## Влияние
По меньшей мере 14 человек были подтверждены погибшими, в то время как 210 получили ранения, и многие другие все ещё числятся пропавшими без вести по состоянию на 23 декабря. Из числа жертв двое погибших были китайцами, один погибший и трое раненых были тайцами, а ещё один погибший был французом. Бывший премьер-министр Ишмаэль Калсакау утверждал, что почти каждый дом на острове Эфате пострадал. В Порт-Виле рухнули по меньшей мере 10 зданий, некоторые из которых были похожи на блин. Здание, в котором размещались посольства США, Великобритании, Франции и Новой Зеландии, а также высокие комиссии, рухнуло на первый этаж. Соединённые Штаты, Франция, Новая Зеландия и Австралия заявили, что их дипломатический персонал в Вануату находится в безопасности. Ещё одно здание было частично разрушено, в то время как произошли серьёзные оползни, в том числе те, которые заблокировали дороги и похоронили причал в городе. Также рухнули два моста. Более 211 домов были повреждены, из которых десять рухнули. Землетрясение произошло в то время, когда центр Порт-Вилы был заполнен покупателями в обеденное время.